# Ernst Hitzegrad
Ernst Hitzegrad (* 26. Dezember 1889 in Fraustadt; † 14. Dezember 1976 in Traunstein) war ein deutscher Polizeioffizier. Während des Zweiten Weltkrieges wurde er bis zum SS-Gruppenführer sowie Generalleutnant der Polizei befördert und war zuletzt als Befehlshaber der Ordnungspolizei (BdO) im deutsch besetzten Protektorat Böhmen und Mähren eingesetzt.

## Leben
Hitzegrad nahm am Ersten Weltkrieg teil und trat nach Kriegsende in den Polizeidienst ein. Der NSDAP trat er zum 1. Februar 1932 bei (Mitgliedsnummer 1.050.605).
Nach der Machtergreifung der Nationalsozialisten wechselte er von der Schutzpolizei zur Landespolizei. Vom Mitte Juni 1936 bis Anfang April 1940 war er im Hauptamt Ordnungspolizei eingesetzt. Danach war er im Wehrkreis III Inspekteur der Ordnungspolizei (IdO) Berlin und ab Februar 1942 IdO im Wehrkreis IV in Dresden. Von Anfang September 1943 bis Anfang Februar 1945 war er BdO im Protektorat Böhmen und Mähren, sein Nachfolger in dieser Funktion bis Kriegsende war Paul Otto Geibel. Hitzegrad, im Juli 1938 in die SS im Rang eines SS-Standartenführers aufgenommen (SS-Nummer 309.720), erreichte innerhalb dieser NS-Organisation im Januar 1944 den Rang eines SS-Gruppenführers und wurde zeitgleich Generalleutnant der Polizei.
Nach Kriegsende befand sich Hitzegrad in sowjetischer Internierung, aus der er 1950 in die Tschechoslowakei überstellt wurde. Dort wurde er nach einem Prozess vor dem Staatsgerichtshof Prag am 25. August 1951 mit vier weiteren Beschuldigten wegen im deutsch besetzten Tschechien begangener Verbrechen zum Tode verurteilt. Hitzegrads Todesurteil wurde jedoch 1953 auf eine lebenslange Freiheitsstrafe und 1955 auf 25 Jahre Haft reduziert. Hitzegrads Ehefrau Hildegard bat im Januar 1961 Bundeskanzler Konrad Adenauer schriftlich um einen Austausch ihres Ehemanns gegen tschechische Agenten. Hitzegrad wurde daraufhin nach einem durch das Deutsche Rote Kreuz vermittelten Austausch im Dezember 1961 von der Tschechoslowakei mit dem ebenfalls entlassenen ehemaligen Kommandeur der 254. Infanteriedivision Richard Schmidt (1899–1977) und dem seinerzeitigen Wehrmachtsbefehlshaber Rudolf Toussaint (1891–1968) gegen tschechische Agenten ausgetauscht und in die Bundesrepublik Deutschland überstellt. Laut Unterlagen des Amts für Dokumentation und Aufklärung der Verbrechen des Kommunismus (Úřad dokumentace a vyšetřování zločinů komunismu, ÚDV) in Prag wurde Hitzegrad wohl durch den tschechoslowakischen Staatssicherheitsdienst (StB) angeworben und spionierte nach seiner Entlassung in die Bundesrepublik für die Tschechoslowakei.